# Хенкин, Аарон Абрамович
Ааро́н Абра́мович Хе́нкин — советский хозяйственный, государственный и политический деятель.

## Биография
Родился в 1901 году в Одессе. Член ВКП(б).
С 1910 года — на хозяйственной, общественной и политической работе. В 1910—1966 гг. — чистильщик корабельных котлов, грузчик, бригадир укрупненной комплексной бригады № 211 грузчиков Одесского торгового порта, инициатор специализации бригад по отдельным производственным процессам, стивидор-наставник бригады бесперебойной выгрузки спецгрузов в Архангельском и Мурманском портах, стивидор-наставник в Красноводске и Баку, после освобождения — в Одессе, организатор отгрузки спецгрузов по реке Дунай и железной дороге в Вене и Будапеште, стивидор-наставник Одесского торгового порта.
Избирался депутатом Верховного Совета СССР 1-го созыва.
Умер в 1974 году в Одессе.